# The Cambridge History of China
The Cambridge History of China (storia della Cina [pubblicata dalla] Cambridge)  è una collana di volumi edita dalla Cambridge University Press che ha come soggetto la storia antica e moderna della Cina. è una delle opere di riferimento più importanti per lo studio della storia della Cina.
La serie venne inizialmente concepita dallo storico britannico Denis C. Twitchett e dallo storico americano John K. Fairbank nei tardi anni 60, ma la pubblicazione ebbe inizio nel 1978. La collana è ancora in corso di pubblicazione, sono usciti 14 volumi (il più recente nel marzo 2015) su un totale di 15 previsti (anche se i volumi 5 e 9 sono composti da due tomi ciascuno). I volumi sono editi in lingua inglese, ma è stata redatta e pubblicata anche una loro traduzione in lingua cinese.
Ciascun volume consiste in una raccolta di saggi tematicamente correlati allo specifico periodo storico che dà il titolo al volume.
Nel 1999 è stato pubblicato anche un volume separato dal titolo The Cambridge History of Ancient China (storia della Cina antica) a cura di Michael Loewe e Edward L. Shaughnessy, che raccoglie una serie di saggi sulla Cina pre-imperiale, completando i restanti argomenti già trattati dagli altri libri della collana.

## Piano dell'opera
I volumi che compongono la collana sono i seguenti:
1. The Ch'in e Han Empires, 221 BC–AD 220 (a cura di Denis Twitchett e Michael Loewe), dicembre 1986. ISBN 978-0-521-24327-8.
2. (China from 220 to 587, non ancora pubblicato)
3. Sui e T'ang China, 589–906 AD, Part 1 (a cura di Twitchett), settembre 1979. ISBN 978-0-521-21446-9. Contenente saggi sulla storia politica del periodo.
4. Sui e T'ang China, 589–906 AD, Part 2 (non ancora pubblicato. Nei piani dovrebbe contenere saggi di argomento economico e culturale legati alle dinastie Sui e Tang).
5. The Sung Dynasty e its Precursors, 907–1279, Part 1 (a cura di Twitchett e Paul Jakov Smith), marzo 2009. ISBN 978-0-521-81248-1. Saggi sulla storia politica del periodo
  - The Five Dynasties e Sung China, 960–1279 AD, Part 2 (a cura di John Chaffee e Twitchett), marzo 2015. ISBN 978-0-521-24330-8. Saggi di argomento economico e culturale.
6. Alien Regimes e Border States, 907–1368 (a cura di Twitchett e del sinologo Herbert Franke), novembre 1994. ISBN 978-0-521-24331-5. Saggi sugli stati settentrionali dei Khitan, Jurchen, e Mongoli.
7. The Ming Dynasty, 1368–1644, Part 1 (a cura di Frederick W. Mote e Twitchett), febbraio 1988. ISBN 978-0-521-24332-2. Saggi sulla storia politica dei Ming.
8. The Ming Dynasty, 1368–1644, Part 2 (a cura di Twitchett e Frederick W. Mote), gennaio 1998. ISBN 978-0-521-24333-9. Saggi di cultura ed economia durante la dinastia Ming.
9. The Ch'ing Empire to 1800, Part 1 (a cura di Willard J. Peterson), dicembre 2002. ISBN 978-0-521-24334-6. Il volume copre la storia politica dei primi sovrani mancesi, da Nurhaci all'imperatore Qianlong.
  - Part 2 (non ancora pubblicato, previsto per il febbraio 2016) dovrebbe contenere saggi di argomento economico e culturale sul periodo della dinastia Qing.
10. Late Ch'ing 1800–1911, Part 1 (a cura di John K. Fairbank), giugno 1978. ISBN 978-0-521-21447-6. Il volume copre la storia politica degli ultimi 111 anni della dinastia Qing sulla Cina. versione online
11. Late Ch'ing 1800–1911, Part 2 (a cura di John K. Fairbank e Kwang-Ching Liu), settembre 1980. ISBN 978-0-521-22029-3.
12. Republican China, 1912–1949, Part 1 (a cura di John K. Fairbank e Twitchett), settembre 1983. ISBN 978-0-521-23541-9.
13. Republican China, 1912–1949, Part 2 (a cura di John K. Fairbank e Albert Feuerwerker), luglio 1986. ISBN 978-0-521-24338-4.
14. The People's Republic, Part 1: Emergence of Revolutionary China, 1949–1965 (a cura di Roderick MacFarquhar e John K. Fairbank), giugno 1987. ISBN 978-0-521-24336-0.
15. The People's Republic, Part 2: Revolutions Within the Chinese Revolution, 1966–1982 (a cura di Roderick MacFarquhar and John K. Fairbank), novembre 1991. ISBN 978-0-521-24337-7.